# Fromeréville-les-Vallons
Fromeréville-les-Vallons è un comune francese di 242 abitanti situato nel dipartimento della Mosa nella regione del Grand Est.

## Società

### Evoluzione demografica
Abitanti censiti